# Llista d'asteroides/161901-162000
| Nom            | Designació provisional | Data de descobriment   | Lloc de descobriment | Descobridor/s                                          |
| -------------- | ---------------------- | ---------------------- | -------------------- | ------------------------------------------------------ |
| 161901 -       | 2007 DD51              | 17 de febrer de 2007   | Socorro              | LINEAR                                                 |
| 161902 -       | 2007 DG52              | 17 de febrer de 2007   | Mount Lemmon         | Mount Lemmon Survey                                    |
| 161903 -       | 2007 DK54              | 21 de febrer de 2007   | Kitt Peak            | Spacewatch                                             |
| 161904 -       | 2007 DU54              | 21 de febrer de 2007   | Kitt Peak            | Spacewatch                                             |
| 161905 -       | 2007 DN59              | 22 de febrer de 2007   | Kitt Peak            | Spacewatch                                             |
| 161906 -       | 2007 DW59              | 22 de febrer de 2007   | Anderson Mesa        | LONEOS                                                 |
| 161907 -       | 2007 DL60              | 21 de febrer de 2007   | Socorro              | LINEAR                                                 |
| 161908 -       | 2007 DD79              | 23 de febrer de 2007   | Kitt Peak            | Spacewatch                                             |
| 161909 -       | 2007 DO82              | 23 de febrer de 2007   | Catalina             | CSS                                                    |
| 161910 -       | 2007 DE86              | 21 de febrer de 2007   | Kitt Peak            | Spacewatch                                             |
| 161911 -       | 2007 DV91              | 23 de febrer de 2007   | Mount Lemmon         | Mount Lemmon Survey                                    |
| 161912 -       | 2007 DY97              | 23 de febrer de 2007   | Kitt Peak            | Spacewatch                                             |
| 161913 -       | 2007 EA                | 5 de març de 2007      | Piszkéstető          | K. Sárneczky                                           |
| 161914 -       | 2007 EE9               | 9 de març de 2007      | Mount Lemmon         | Mount Lemmon Survey                                    |
| 161915 -       | 2007 EY24              | 10 de març de 2007     | Mount Lemmon         | Mount Lemmon Survey                                    |
| 161916 -       | 2007 EO34              | 10 de març de 2007     | Palomar              | NEAT                                                   |
| 161917 -       | 2007 EK36              | 11 de març de 2007     | Catalina             | CSS                                                    |
| 161918 -       | 2007 EY37              | 11 de març de 2007     | Mount Lemmon         | Mount Lemmon Survey                                    |
| 161919 -       | 2007 EH48              | 9 de març de 2007      | Kitt Peak            | Spacewatch                                             |
| 161920 -       | 2007 EP51              | 10 de març de 2007     | Mount Lemmon         | Mount Lemmon Survey                                    |
| 161921 -       | 2007 EX56              | 14 de març de 2007     | RAS                  | A. Lowe                                                |
| 161922 -       | 2007 EA57              | 14 de març de 2007     | RAS                  | A. Lowe                                                |
| 161923 -       | 2007 EP86              | 13 de març de 2007     | Mount Lemmon         | Mount Lemmon Survey                                    |
| 161924 -       | 2007 EZ86              | 13 de març de 2007     | Catalina             | CSS                                                    |
| 161925 -       | 2007 EM101             | 11 de març de 2007     | Kitt Peak            | Spacewatch                                             |
| 161926 -       | 2007 EX108             | 11 de març de 2007     | Kitt Peak            | Spacewatch                                             |
| 161927 -       | 2007 EU119             | 13 de març de 2007     | Mount Lemmon         | Mount Lemmon Survey                                    |
| 161928 -       | 2007 EB133             | 9 de març de 2007      | Mount Lemmon         | Mount Lemmon Survey                                    |
| 161929 -       | 2007 ET133             | 9 de març de 2007      | Mount Lemmon         | Mount Lemmon Survey                                    |
| 161930 -       | 2007 EG161             | 14 de març de 2007     | Siding Spring        | SSS                                                    |
| 161931 -       | 2007 EK171             | 11 de març de 2007     | Catalina             | CSS                                                    |
| 161932 -       | 2007 EU172             | 14 de març de 2007     | Kitt Peak            | Spacewatch                                             |
| 161933 -       | 2007 EB181             | 14 de març de 2007     | Kitt Peak            | Spacewatch                                             |
| 161934 -       | 2007 EJ185             | 14 de març de 2007     | Mount Lemmon         | Mount Lemmon Survey                                    |
| 161935 -       | 2007 EN199             | 10 de març de 2007     | Mount Lemmon         | Mount Lemmon Survey                                    |
| 161936 -       | 2007 FX23              | 20 de març de 2007     | Kitt Peak            | Spacewatch                                             |
| 161937 -       | 2007 FC34              | 25 de març de 2007     | Mount Lemmon         | Mount Lemmon Survey                                    |
| 161938 -       | 2007 FB37              | 26 de març de 2007     | Kitt Peak            | Spacewatch                                             |
| 161939 -       | 2007 FT38              | 25 de març de 2007     | Catalina             | CSS                                                    |
| 161940 -       | 2007 FU38              | 26 de març de 2007     | Mount Lemmon         | Mount Lemmon Survey                                    |
| 161941 -       | 2007 FT43              | 18 de març de 2007     | Kitt Peak            | Spacewatch                                             |
| 161942 -       | 2007 GS1               | 10 d'abril de 2007     | RAS                  | A. Lowe                                                |
| 161943 -       | 2007 GF18              | 11 d'abril de 2007     | Catalina             | CSS                                                    |
| 161944 -       | 2007 GM20              | 11 d'abril de 2007     | Mount Lemmon         | Mount Lemmon Survey                                    |
| 161945 -       | 2007 GP21              | 11 d'abril de 2007     | Mount Lemmon         | Mount Lemmon Survey                                    |
| 161946 -       | 2007 GX23              | 11 d'abril de 2007     | Kitt Peak            | Spacewatch                                             |
| 161947 -       | 2007 GD25              | 12 d'abril de 2007     | Siding Spring        | SSS                                                    |
| 161948 -       | 2007 GU29              | 13 d'abril de 2007     | Siding Spring        | SSS                                                    |
| 161949 -       | 2007 GF30              | 14 d'abril de 2007     | Kitt Peak            | Spacewatch                                             |
| 161950 -       | 2007 GJ41              | 14 d'abril de 2007     | Kitt Peak            | Spacewatch                                             |
| 161951 -       | 2007 GX47              | 14 d'abril de 2007     | Kitt Peak            | Spacewatch                                             |
| 161952 -       | 2007 GA60              | 15 d'abril de 2007     | Kitt Peak            | Spacewatch                                             |
| 161953 -       | 2007 HD17              | 16 d'abril de 2007     | Catalina             | CSS                                                    |
| 161954 -       | 2007 HB18              | 16 d'abril de 2007     | Catalina             | CSS                                                    |
| 161955 -       | 2007 HZ26              | 18 d'abril de 2007     | Kitt Peak            | Spacewatch                                             |
| 161956 -       | 2007 HG39              | 20 d'abril de 2007     | Kitt Peak            | Spacewatch                                             |
| 161957 -       | 2007 HR41              | 20 d'abril de 2007     | Mount Lemmon         | Mount Lemmon Survey                                    |
| 161958 -       | 2007 HV46              | 20 d'abril de 2007     | Kitt Peak            | Spacewatch                                             |
| 161959 -       | 2007 HH48              | 20 d'abril de 2007     | Kitt Peak            | Spacewatch                                             |
| 161960 -       | 2007 HA64              | 22 d'abril de 2007     | Mount Lemmon         | Mount Lemmon Survey                                    |
| 161961 -       | 2007 HO65              | 22 d'abril de 2007     | Catalina             | CSS                                                    |
| 161962 Galchyn | 2007 HE84              | 27 d'abril de 2007     | Andrushivka          | Andrushivka                                            |
| 161963 -       | 2007 HU85              | 24 d'abril de 2007     | Kitt Peak            | Spacewatch                                             |
| 161964 -       | 2007 HV85              | 24 d'abril de 2007     | Kitt Peak            | Spacewatch                                             |
| 161965 -       | 2007 HX87              | 26 d'abril de 2007     | Kitt Peak            | Spacewatch                                             |
| 161966 -       | 2007 JP3               | 6 de maig de 2007      | Kitt Peak            | Spacewatch                                             |
| 161967 -       | 2007 JE28              | 10 de maig de 2007     | Kitt Peak            | Spacewatch                                             |
| 161968 -       | 2007 JQ32              | 12 de maig de 2007     | Kitt Peak            | Spacewatch                                             |
| 161969 -       | 2007 JS32              | 12 de maig de 2007     | Kitt Peak            | Spacewatch                                             |
| 161970 -       | 2007 JW34              | 10 de maig de 2007     | Kitt Peak            | Spacewatch                                             |
| 161971 -       | 2007 JN38              | 12 de maig de 2007     | Mount Lemmon         | Mount Lemmon Survey                                    |
| 161972 -       | 2007 JJ40              | 10 de maig de 2007     | Mount Lemmon         | Mount Lemmon Survey                                    |
| 161973 -       | 2007 KJ5               | 24 de maig de 2007     | Mount Lemmon         | Mount Lemmon Survey                                    |
| 161974 -       | 2007 KP7               | 16 de maig de 2007     | Siding Spring        | SSS                                                    |
| 161975 -       | 2007 LO                | 8 de juny de 2007      | Piszkéstető          | K. Sárneczky                                           |
| 161976 -       | 2007 LY1               | 7 de juny de 2007      | Kitt Peak            | Spacewatch                                             |
| 161977 -       | 2007 LE3               | 8 de juny de 2007      | Catalina             | CSS                                                    |
| 161978 -       | 2007 LU16              | 10 de juny de 2007     | Kitt Peak            | Spacewatch                                             |
| 161979 -       | 2007 MU24              | 23 de juny de 2007     | Kitt Peak            | Spacewatch                                             |
| 161980 -       | 2007 OR3               | 18 de juliol de 2007   | Chante-Perdrix       | Chante-Perdrix                                         |
| 161981 -       | 4745 P-L               | 24 de setembre de 1960 | Palomar              | C. J. van Houten, I. van Houten-Groeneveld, T. Gehrels |
| 161982 -       | 6159 P-L               | 24 de setembre de 1960 | Palomar              | C. J. van Houten, I. van Houten-Groeneveld, T. Gehrels |
| 161983 -       | 6236 P-L               | 24 de setembre de 1960 | Palomar              | C. J. van Houten, I. van Houten-Groeneveld, T. Gehrels |
| 161984 -       | 6515 P-L               | 24 de setembre de 1960 | Palomar              | C. J. van Houten, I. van Houten-Groeneveld, T. Gehrels |
| 161985 -       | 1253 T-2               | 29 de setembre de 1973 | Palomar              | C. J. van Houten, I. van Houten-Groeneveld, T. Gehrels |
| 161986 -       | 3418 T-2               | 30 de setembre de 1973 | Palomar              | C. J. van Houten, I. van Houten-Groeneveld, T. Gehrels |
| 161987 -       | 2026 T-3               | 16 d'octubre de 1977   | Palomar              | C. J. van Houten, I. van Houten-Groeneveld, T. Gehrels |
| 161988 -       | 4069 T-3               | 16 d'octubre de 1977   | Palomar              | C. J. van Houten, I. van Houten-Groeneveld, T. Gehrels |
| 161989 Cacus   | 1978 CA                | 8 de febrer de 1978    | La Silla             | H.-E. Schuster                                         |
| 161990 -       | 1981 EY29              | 2 de març de 1981      | Siding Spring        | S. J. Bus                                              |
| 161991 -       | 1981 EU36              | 7 de març de 1981      | Siding Spring        | S. J. Bus                                              |
| 161992 -       | 1981 EK38              | 1 de març de 1981      | Siding Spring        | S. J. Bus                                              |
| 161993 -       | 1981 EG45              | 1 de març de 1981      | Siding Spring        | S. J. Bus                                              |
| 161994 -       | 1981 EK48              | 7 de març de 1981      | Siding Spring        | S. J. Bus                                              |
| 161995 -       | 1983 LB                | 13 de juny de 1983     | Palomar              | S. R. Swanson, E. F. Helin                             |
| 161996 -       | 1985 RH3               | 6 de setembre de 1985  | La Silla             | H. Debehogne                                           |
| 161997 -       | 1987 AN                | 1 de gener de 1987     | La Silla             | H. U. Norgaard-Nielsen                                 |
| 161998 -       | 1988 PA                | 9 d'agost de 1988      | Palomar              | J. Alu                                                 |
| 161999 -       | 1989 RC                | 5 de setembre de 1989  | Palomar              | J. Alu, E. F. Helin                                    |
| 162000 -       | 1990 OS                | 21 de juliol de 1990   | Palomar              | E. F. Helin                                            |